# Værnemager
 Der er for få eller ingen kildehenvisninger i denne artikel, hvilket er et problem. Du kan hjælpe ved at angive troværdige kilder til de påstande, som fremføres i artiklen.

Værnemager er en betegnelse for en person eller virksomhed, der under Besættelsen tjente penge på "Værnemagten" eller på anden måde handlede i tysk interesse.
Ordet "værnemager" er siden brugt som skældsord om virksomheder, der i andre sammenhænge tjener penge på krige eller besættelser.

## Etymologi
Ordet "værnemager" blev opfundet af forretningsmanden og modstandsmanden Erling Foss, medstifter af Frihedsrådet. I foråret 1943 havde Foss et (erstatnings)kaffemøde med sin kontakt i Indenrigsministeriet, Gunnar Seidenfaden, på Grand Cafe i København.
De havde forsøgt at finde et ord, der ligesom "gullaschbaron" under 1. Verdenskrig kunne betegne dem, der tjente penge på tyskerne. Foss kom på den idé at sammentrække ordene "VÆRNEmagt og moneyMAKER". Betegnelsen "værnemager" var dermed skabt og kunne kort tid efter lanceres i det illegale blad Frit Danmark.[kilde mangler]

## Retsopgøret
I forbindelse med Retsopgøret efter besættelsen vedtoges de fire såkaldte værnemagerlove:
- Straffelovstillægget, også kendt som landsforræderloven eller Værnemagerlov I, som rettede sig mod stikkere, medlemmer af SS og andre, egentlige landsforrædere. Denne lov opererede med en minimumsstraf på fire års fængsel.
- Værnemagerlov II rettede sig mod "utilbørligt" samarbejde med tyskerne og skulle fange de sager, der nok skulle give fængselsstraf, men mindre end fire år.

Disse to love lå under statsadvokaterne på grund af muligheden for fængselsstraf.
- Værnemagerlov III gjorde at virksomheder og enkeltpersoner kunne beordres til at betale deres tyske betalinger tilbage, helt eller delvis.
- Værnemagerlov IV gav mulighed for at inddrage urimelige avancer på tyske ordrer.

Disse to love lå under Revisionsudvalget for tyske betalinger.

### Domme og kendelser
44 personer blev dømt efter Værnemagerlov I og 1.114 efter Værnemagerlov II. Der afsagdes 10.030 kendelser efter Værnemagerlov III og IV og 318 mio. kr. skulle tilbagebetales.